# Кім (Медведевський район)
Кім (рос. Ким, марій. Ким) — присілок у складі Медведевського району Марій Ел, Росія. Входить до складу Кузнецовського сільського поселення.

## Населення
Населення — 302 особи (2010; 304 у 2002).
Національний склад (станом на 2002 рік):
- лучні марійці — 53 %
- росіяни — 36 %